# Josef Vital Kopp
Josef Vital Kopp (* 1. November 1906 in Beromünster/Kanton Luzern; † 22. September 1966 in Luzern) war ein Schweizer katholischer Theologe, Lehrer und Schriftsteller.

## Leben
Josef Vital Kopp war der Sohn eines Gemeindeammanns. Er studierte Theologie an der Universität Innsbruck und promovierte 1929 dort zum Doktor der Theologie. Nach dem Besuch eines Priesterseminars in Solothurn empfing er 1931 die Priesterweihe und wirkte anschließend als Jugendseelsorger in Luzern. 1935 nahm er ein zweites Studium auf und studierte bis 1938 an den Universitäten in Fribourg, Berlin und Heidelberg klassische Philologie. 1939 erhielt er seinen zweiten Doktortitel. Bereits seit 1938 war er Lehrer und dann auch Rektor an der kantonalen Mittelschule Willisau (Progymnasium); von 1945 bis 1962 unterrichtete er Religion und klassische Sprachen an der Kantonsschule in Luzern.
Seine letzten Lebensjahre waren von einer Leukämie-Erkrankung überschattet.
Josef Vital Kopp verfasste neben seiner Lehrertätigkeit Romane, Erzählungen, Essays und Aphorismen. In seinen erzählerischen Werken setzt er sich anfangs mit antiker Geschichte und Kultur auseinander; sein letzter, posthum erschienener Roman Der Forstmeister ist eine verschlüsselte Kritik an der Unbeweglichkeit der Hierarchie der Katholischen Kirche.
Josef Vital Kopp erhielt 1947 und 1951 jeweils einen Preis der Schweizerischen Schillerstiftung sowie 1962 den Innerschweizer Literaturpreis.

## Werke

### Autorschaft
- Die Staatslehre des hl. Paulus, Innsbruck 1929.
- Das physikalische Weltbild der frühen griechischen Dichtung, Freiburg/Schweiz 1939.
- Sokrates träumt, Einsiedeln [u. a.] 1946.
- Brutus, Einsiedeln [u. a.] 1950.
- Die schöne Damaris, Einsiedeln [u. a.] 1954.
- Die Launen des Pegasus, Einsiedeln [u. a.] 1958.
- Entstehung und Zukunft des Menschen, Luzern [u. a.] 1961.
- Der sechste Tag, Einsiedeln [u. a.] 1961.
- Der Arzt im kosmischen Zeitalter, Luzern [u. a.] 1964.
- Die Tochter Sions, Luzern [u. a.] 1966.
- Der Forstmeister, Luzern [u. a.] 1967.
- Aphorismen, Luzern [u. a.] 1972.
- Diese letzten Tage meines Lebens, Luzern [u. a.] 1975.
- Der Nachbar, Luzern [u. a.] 1976.
- Josef Vital Kopp – Erbe und Aufbruch, Luzern 2006

### Herausgeberschaft
- Der Tod ist gut, München 1967.

### Übersetzungen
- Pierre Teilhard de Chardin: Der göttliche Bereich, Olten 1962.